# 10 avril 1939
Le lundi 10 avril 1939 est le 100e jour de l'année 1939.

## Naissances
- Claudio Magris, écrivain, germaniste, universitaire et journaliste italien
- Harry Swinney, physicien américain
- Jørgen Vestergaard, réalisateur, scénariste, directeur de la photographie, monteur et compositeur danois
- Michel Pialoux, sociologue
- Nanni Cagnone, écrivain et poète italien
- Pak Pong-ju, homme d'État nord-coréen
- Penny Vincenzi, écrivaine britannique
- Rogério Duarte (mort le 14 avril 2016), dessinateur, musicien, écrivain et intellectuel brésilien
- Shinji Mizushima, mangaka japonais

## Décès
- Abel Amiaux (né le 27 décembre 1861), illustrateur français
- Paul Sangnier (né le 22 juillet 1917), explorateur français